# Pantxo Vladiguèrov
Pantxo Haralànov Vladiguèrov (transliteracions alternatives Wladigeroff, Wladigerow, Vladiguerov, Vladigerov, Vladigueroff; búlgar: Панчо Хараланов Владигеров AFI /ˈpant͡ʃo xɐrɐˈɫanov vɫɐdiˈɡɛrof/ (Zúric, 13 de març de 1899 - Sofia, 8 de setembre de 1978) fou un compositor, director d'orquestra, pedagog i pianista búlgar d'origen jueu, nascut a Suïssa, però que va passar la major part de la seva vida a Bulgària.
Vladiguèrov és, probablement, el compositor búlgar més influent de tots els temps. Va ser un dels primers que va combinar amb èxit els modismes de la música popular búlgara i la música clàssica. En formar part de l'anomenada Segona generació de compositors búlgars, va formar part dels membres fundadors de la Societat de Música Contemporània Búlgara (1933), que després es va convertir en la Unió de Compositors Búlgars. Vladiguèrov va marcar el començament de diversos gèneres en la música búlgara, inclosos la sonata per a violí i el trio per a piano. També fou un pedagog molt respectat; els seus estudiants inclouen pràcticament tots els compositors búlgars notables de la següent generació, com ara Aleksandr Ràitxev, Aleksandr Iòssifov, Stefan Remenkov i molts altres, a més del pianista Alexis Weissenberg.

## Biografia

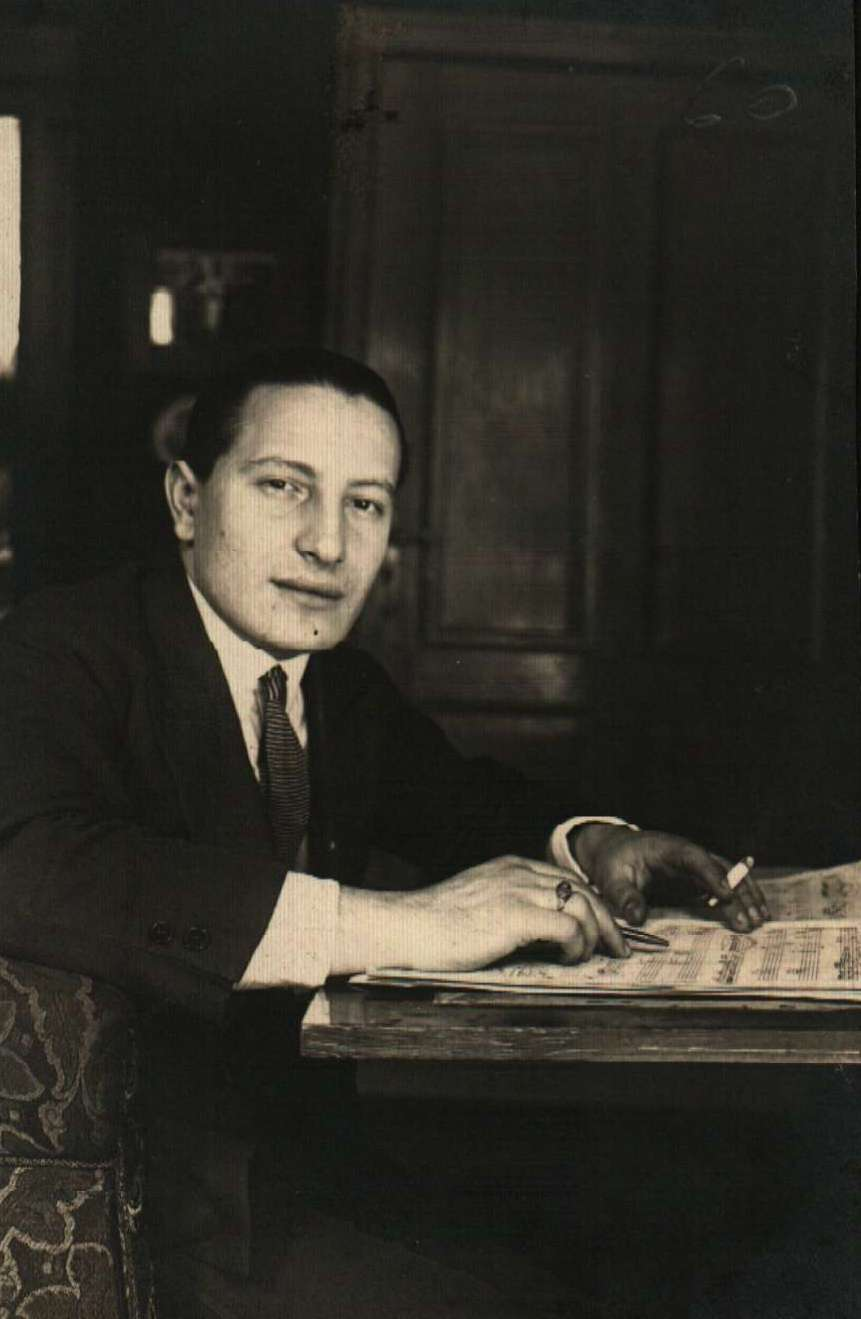
Pantxo Vladiguèrov

Vladigerov va néixer a Zúric, Suïssa, però des de ben petit va viure a Xumen, Bulgària. La seva mare, la doctora Eliza Pasternak era jueva russa. El seu pare, el doctor Haralan Vladiguèrov, era un advocat i polític búlgar. Pantxo Vladiguèrov va tocar el piano i va compondre des de ben jove. El 1910, dos anys després de la mort precoç del seu pare, Vladiguèrov i la resta de la seva família es van traslladar a Sofia, on Pantxo va començar a estudiar composició amb Dobri Hristov, el compositor búlgar més distingit de la seva generació.
L'avi matern de Pantxo, Leon Pasternak, un jueu rus que va deixar Odessa i es va establir a Zuric uns quants anys abans del naixement de Pantxo, va ser una figura molt influent en el desenvolupament musical i posterior èxit de Pantxo. L'avi, matemàtic de professió, destacat jugador d'escacs, músic i compositor aficionat, solia tocar el violí amb Pantxo i el seu germà bessó, Liuben. Basat en una melodia jueva que li va ensenyar el seu avi, Vladiguèrov va compondre el 1951 la seva gran simfonia, el Poema jueu, op. 47. Aquesta simfonia va rebre el 1952 el màxim honor que el govern búlgar donava a un artista, el premi Dimitrov, i li va valer l'admiració dels seus col·legues músics: «Una obra com aquesta s'escriu només una vegada en cent anys», va exclamar Dmitri Xostakóvitx.
El 1912, la mare de Vladiguèrov va aconseguir obtenir una beca governamental perquè els seus fills estudiessin a Berlín, on Pantxo i el seu germà bessó, el violinista Liubèn Vladiguèrov, es van inscriure a la Staatliche Akademische Hochschule für Musik (que ara forma part de la Universitat de les Arts de Berlín), que estava sota els auspicis de l'Acadèmia de les Arts. Pantxo Vladiguèrov va estudiar teoria i composició musical amb Paul Juon i piano amb Karl Heinrich Barth. El 1920 es va graduar a l'Acadèmia després d'haver estudiat piano també amb Leonid Kreutzer, composició amb Friedrich Gernsheim i Georg Schumann. Va guanyar dues vegades el Premi Mendelssohn de l'Acadèmia (el 1918 i el 1920).
Després de la seva graduació, Vladiguèrov es va convertir en director musical al Teatre Alemany de Berlín i va treballar amb el famós director de teatre Max Reinhardt. El 1932, després de moltes vacil·lacions, va decidir tornar a Sofia, on va ser nomenat professor de piano, música de cambra i composició a l'Acadèmia Estatal de Música, que ara porta el seu nom.
Vladiguèrov va compondre en diversos gèneres incloent-hi una òpera (Tsar Kaloyan, amb un llibret de Nikolai Liliev i Fani Popova-Mutafova), ballet, música simfònica, cinc concerts de piano, dos concerts de violí, música de cambra incloent quartets de corda, trios (violí, violoncel i piano), obres i transcripcions per a violí i piano i nombroses opcions per a piano sol, 38 transcripcions de peces instrumentals per a instrument i piano, 13 transcripcions tardanes de les seves obres anteriors per a dos pianos, cinquanta arranjaments per a concert de cançons populars per a veu i piano / orquestra, 20 cançons per a veu i piano, deu cançons corals amb piano / orquestra, música incidental per a les actuacions del Teatre Alemany de Berlín, el Theater in der Josefstadt de Viena i el Teatre Nacional a Sofia.
Vladiguèrov va aconseguir considerable fama a Europa als anys vint, quan moltes de les seves peces van ser publicades per Universal Edition a Viena i llançades en LPs per la companyia d'enregistrament alemanya Deutsche Grammophon abans de ser interpretades a tot Europa i els Estats Units. Com a pianista i compositor va recórrer la majoria dels països europeus interpretant principalment les seves pròpies obres. El 1969 va ser guardonat amb el premi Herder per la Universitat de Viena. La companyia de gravació búlgara Balkanton va llançar una edició de la seva música escènica i simfònica en quatre conjunts de set LP cadascun; tanmateix, només una part molt petita de les seves obres està disponible actualment en CD.
La música de Vladiguèrov ha estat admirada per personalitats tan diverses com Richard Strauss, Dmitri Xostakóvitx i Aram Khatxaturian. Ha estat interpretada per artistes com Alexis Weissenberg, David Oistrakh, Emil Guílels, Ivan Drenikov i, més recentment, Marc-André Hamelin; tanmateix, continua sent un nom generalment desconegut, tret del seu país. La seva música de piano solista ha estat interpretada en diverses ocasions al Regne Unit per la pianista d'origen búlgar Valentina Seferinova.
L'obra més emblemàtica i emblemàtica de Vladiguèrov és indiscutiblement la Rapsòdia Vardar, també coneguda com a Rapsòdia búlgara. Escrita originalment per a violí i piano, més tard va ser orquestrada i organitzat per a diversos instruments. Obra patriòtica ardent, s'ha convertit, en paraules d'un admirador crític, en "l'equivalent búlgar de la Polonesa en la bemoll major de Chopin".
Pantxo Vladiguèrov va morir el 1978 a Sofia. La seva casa al número 10, Iakubitsa, ha estat transformada en museu. El seu fill Aleksandrr Vladiguèrov continuà la tradició musical. Els seus nets, Pantxo Vladiguèrov Jr. i els bessons Alexander i Konstantin Wladigeroff, que viuen a Viena, també són músics famosos.
Un concurs internacional de música, celebrat a Xumen des del 1986, porta el nom de Vladiguèrov. A la tardor del 2006, Pantxo Vladiguèrov Jr. va fundar la Fundació Patrimoni Espiritual Pantxo Vladiguèrov. El seu objectiu principal és preservar, protegir i popularitzar el patrimoni tangible i intangible de Pantxo Vladiguèrov.
L'Acadèmia Nacional de Música "Prof. Pantxo Vladiguèrov," situada a Sofia, Bulgària, porta el nom de Vladiguèrov.
El Pas de Vladiguèrov a l'Antàrtida rep el nom de Pantxo Vladiguèrov.

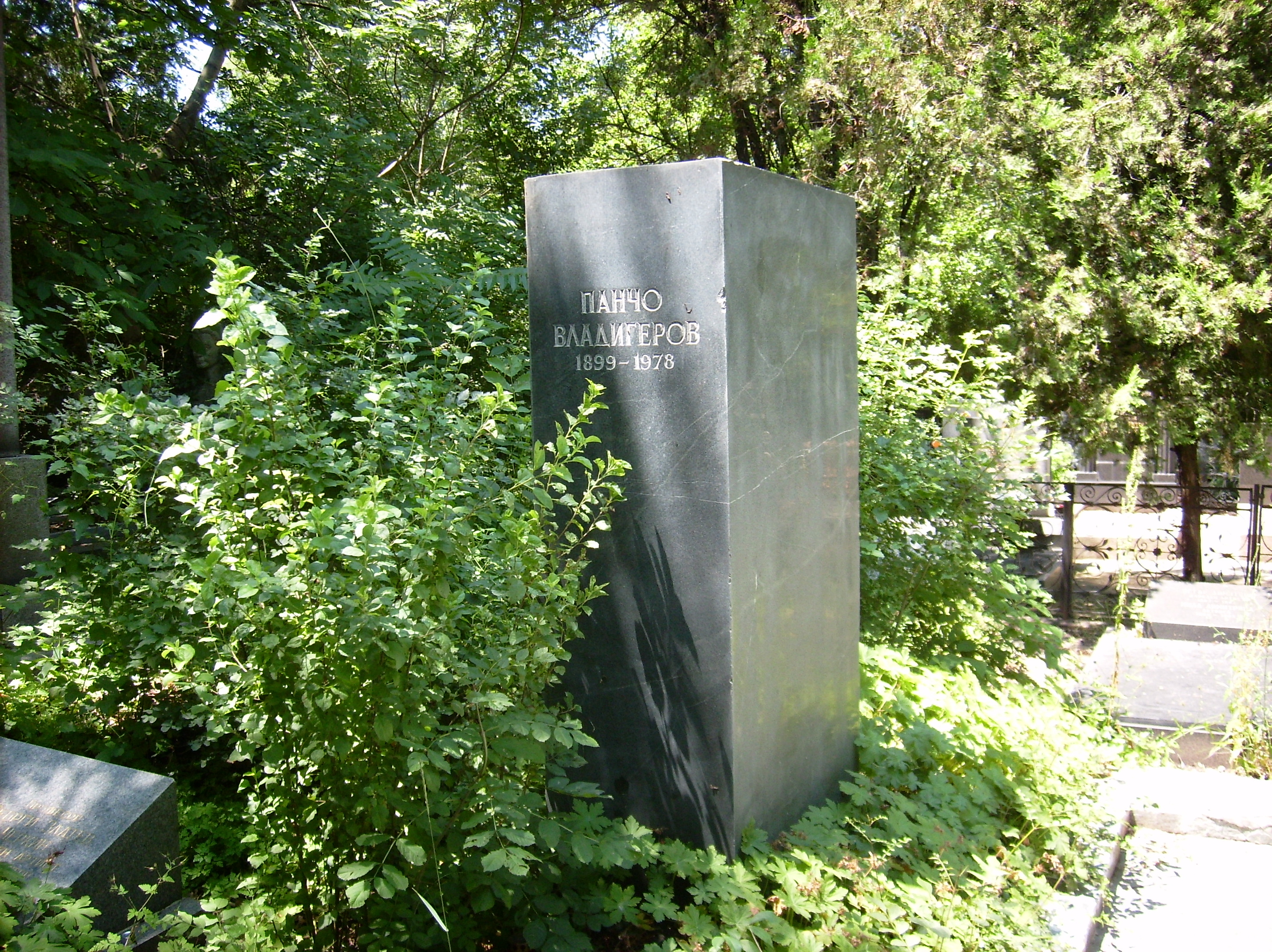
Tomba de Pantxo Vladiguèrov al Cementiri Central de Sofia

## Obres principals

### Música per a escena
- Òpera Zar Kaloyan op. 30 (1936, Sofia)
- Ballet La llegenda del llac op. 40 (1946, estrenat el 1962 a Sofia)

### Per orquestra simfònica
- Llegenda simfònica op. 8 (1919)
- Tres impressions segons Op. 9 (1920)
- Suite escandinava - adaptació de la música per a l'obra d'August Strindberg El somni (Ett Drömspel), op. 13 (1921)
- Rapsòdia búlgara Vardar op. 16 (1922, orquestrada el 1928)
- Sis preludis exòtics op. 17 (1924, orquestrats el 1955)
- Suite búlgara op. 21 (1926, orquestrada el 1927)
- Set danses simfòniques búlgares op. 23 (1931)
- Obertura Terra op. 27 (1933)
- Simfonia n. º 1 en re menor op. 33 (1939)
- Improvisació i Tocata: orquestració dels Episodis n. º 4 i n. º 5 op. 36 (1941, orquestrada el 1970)
- Quatre danses simfòniques romaneses op. 38 (1942)
- Dos esbossos simfònics romanesos op. 39 (1943): n. º 1 Ària - n. º 2 Dansa romanesa
- Horo Staccato (en col·laboració amb Diniku) (1942)
- Primera i segona suites del ballet La llegenda del llac op. 40 (1947, 1953
- Obertura Nou de setembre op. 45 (1949)
- Poema jueu op. 47 (1951)
- Suite de la música incidental Le Bonheur op. 50 (1954)
- Poema dramàtic Cançó de pau Op. 52 (1956)
- Sis novel·letes, després d'op. 59 i op. 60
- Lyulin impressions op. 63 (1972)

### Per a piano i orquestra simfònica
- Concert per a piano n. º 1 en la menor, Op. 6 (1918)
- Concert per a piano n. º 2 en do menor, Op. 22 (1930)
- Concert per a piano n. º 3 en si bemoll menor, Op. 31 (1937)
- Concert per a piano n. º 4 en sol major, Op. 48 (1953)
- Concert per a piano n. º 5 en re major, Op. 58 (1963)

### Per a violí i orquestra simfònica
- Concert per a violí n. º 1 en fa menor Op. 11 (1921)
- Burlesque per a violí i orquestra Op. 14 (1922)
- Concert per a violí n. º 2 en sol menor, Op. 61 (1968)
- Rapsòdia búlgara Vardar op.16 (1922, transcrita el 1951)

### Per a violoncel i orquestra simfònica
- Romanç élégiaque per a violoncel i orquestra (1917)
- Concert Fantasia per a violoncel i orquestra op. 35 (1949)

### Per orquestra de corda
- Simfonia n. º 2 en si bemoll major Maig op. 44 (1949)

### Per orquestra de càmera
- Cançons i danses búlgares (1932)
- Aquarel·les (1942)
- Divertiment (1943)
- transcripcions de peces per a piano

### Per a piano sol
- Quatre peces op. 2 (1915)
- Variacions per a piano sobre una cançó popular búlgara горда стара планина op. 3 (1916)
- Deu impressions op. 9 (1920)
- Quatre peces op. 10 (1922)
- Tres peces op. 15 (1922)
- Sis preludis exòtics op. 17 (1924)
- Suite búlgara op. 21 (1926)
- Clàssic i Romàntic - Cicle de set peces per a piano op. 24 (1931)
- Cançons i danses búlgares op. 25 (1932)
- Sonatina Concertant op. 28 (1934)
- Sis miniatures Shumen op. 29 (1934)
- Cinc episodis op. 36 (1941)
- Sis aquarel·les op. 37 (1942)
- Imatges op. 46 (1950): n. º 1 Arabesco - n. º 2 Conte - n. º 3 Dansa balcànica
- Suite de cinc peces op. 51 (1954)
- Tres peces op. 53 (1953): n. °1 Crépuscule - n. °2 Légende - n. °3 Danse primitive
- Tres peces de concert op. 57 (1961): n. º 1 Arioso - n. º 2 Capricci - n. º 3 Danse asiatique
- Novelettes op. 59 (1964)
- Cinc peces op. 60 (1966): n. º 1 Berceuse - n. º 2 Humoresque - n. º 3 Le Berger trist - n. º 4 Épisode dramatique - n. º 5 Danse bulgare
- Tres peces curtes Arxivat 2023-11-30 a Wayback Machine. op. 64 (1972)
- Quatre peces Arxivat 2023-11-30 a Wayback Machine. op. 65 (1973)
- Cinc siluetes Arxivat 2023-11-30 a Wayback Machine. op. 66 (1974)
- Cinc quadres poètics Arxivat 2023-11-30 a Wayback Machine. op. 68 (1976)
- Quatre frescos Arxivat 2023-11-30 a Wayback Machine. op. 69 (1977)
- Tres bagateles Arxivat 2023-11-30 a Wayback Machine. op. 70 (1978)

### Per a dos pianos
- 13 transcripcions de l'autor de peces per a piano i orquestra:
  - Rapsodia Vardar op. 16, originalment Rapsòdia búlgara Vardar per a violí i piano (1922, tr. 1976)
  - Mar Dimitro lyo - Dansa búlgara op. 23, n. º 2, de Set danses simfòniques búlgares (1931, tr. 1976)
  - Bilyana, dansa búlgara op. 23, n. º 6, de Set danses simfòniques búlgares (1931, tr. 1976)
  - Gran ronde, dansa búlgara op. 23, n. º 7, de Set danses simfòniques búlgares (1931, tr. 1976)
  - Suite búlgara op. 21, original per a piano (1926, tr. 1977)
  - Valse fantastique Op. 2, n. º 4, de Quatre peces per a piano Op. 2, (1915, tr. 1977)
  - Dansa sueca op. 13, n. º 2, de la música per a l'obra El somni d'August Strindberg (1921, tr. 1977)
  - Dansa romanesa op. 38, n. º 3, de Quatre danses simfòniques romaneses (1942, tr. 1977)
  - Hora staccato, sense opus, original per a orquestra simfònica (1942, tr. 1977)
  - La ballarina oriental op. 10, n. º 2, de Quatre peces per a piano (1920, tr. 1977)
  - Concert Chimmy sense opus, originalment Chimmy orientalico per a violí i piano (1924, tr. 1977)
  - Romance and Cakewalk no opus, de la música per a l'obra de Bernard Shaw 'Caesar and Cleopatra' (1920, tr. 1977)
  - Foxtrot, sense opus, original per a piano (1925, tr. 1977)

### Per a violí i piano
- Sonata per a violí i piano en re major, Op. 1 (1914)
- Dues improvisacions (Poema eròtic i En un estil popular) op. 7 (1919)
- Quatre peces (Il·lusió, Intermezzo, Romanç del Nord i Vals Romàntic) op. 12 (1921)
- Burlesque per a violí i piano op. 14 (1922)
- Rapsòdia búlgara Vardar, Op. 16 (1922)
- Dues paràfrasis búlgares (Horo i Rachenitza) op. 18 (1925)
- Dues peces (Romance i Orientale) op. 20 (1926)
- Transcripcions de peces per a piano

### Altra música de cambra
- Trio amb piano en si bemoll menor op. 4 (1916)
- Quartet de corda en sol major op. 34 (1940)
- Capricci per a fagot i piano (1951)

### Per a veu i piano
- 6 melodies líriques (segons Dora Gabe) & Balada Lud Gidiya (segons Pencho Slaveikov) op. 5 (1917)
- 5 cançons i Marxa Oriental op. 19
- 3 melodies op. 26
- 6 cançons populars búlgares op. 32 (1938)
- 6 cançons populars búlgares op. 41 (1947)
- 6 cançons populars búlgares op. 42 (1948)
- 6 cançons populars búlgares op. 43 (1948)
- 6 cançons populars búlgares op. 54
- 6 cançons populars búlgares op. 55
- 6 cançons populars búlgares op. 56 (1958)
- 6 cançons populars búlgares op. 62
- Melodies op. 67 (segons Nikolai Liliev) (1974)

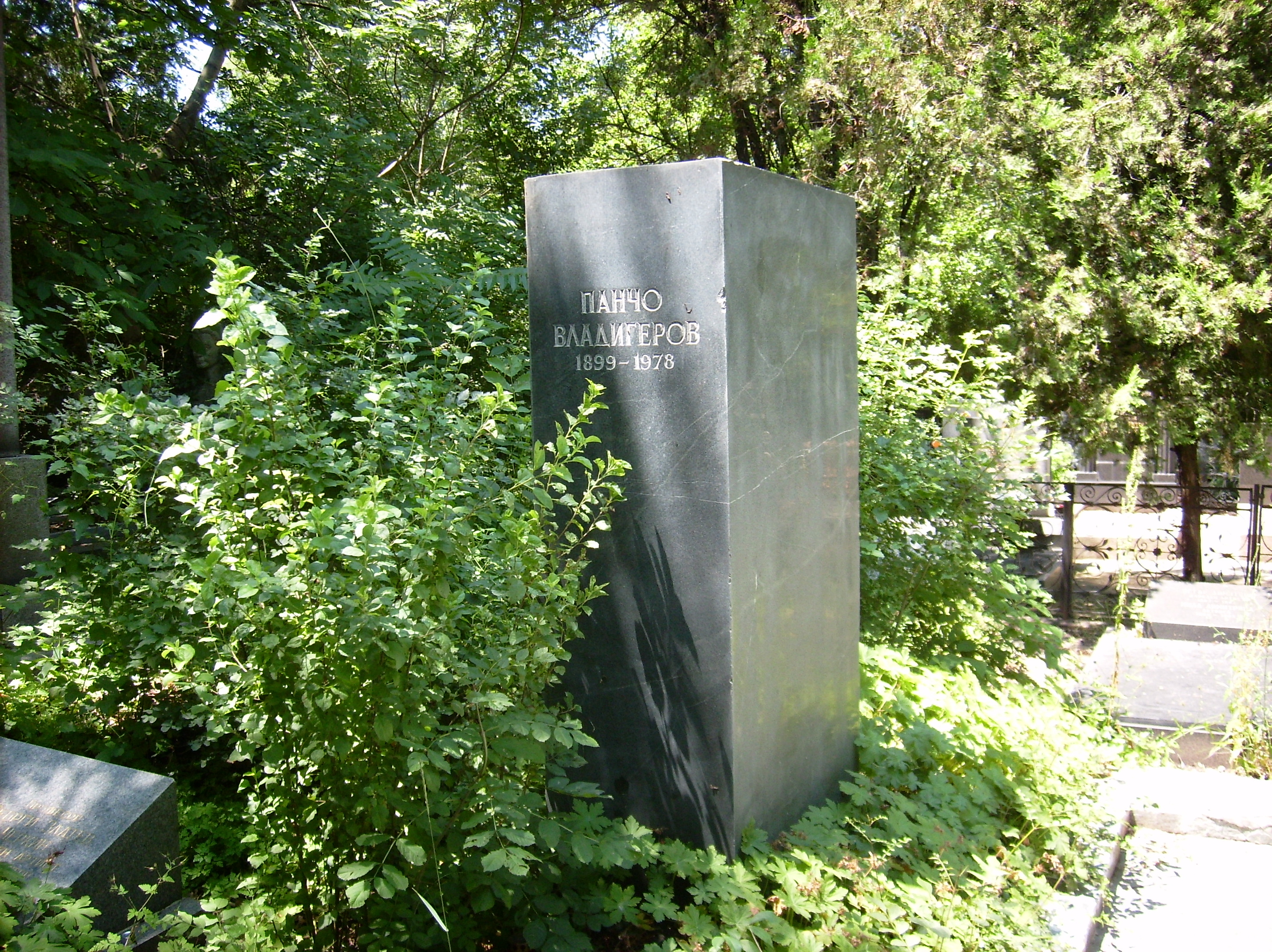
La tomba de Pancho Vladigerov al cementiri central de Sofia

## Llegat
La casa de Pancho Vladigerov al número 10 de Yakubitsa, a Sofia, s'ha transformat en un museu.
La companyia discogràfica búlgara Balkanton va llançar una edició de música simfònica i escènica en quatre conjunts de set discos. Diverses de les seves obres, entre altres la Rapsòdia Búlgara Vardar, són considerades emblemàtiques de la música búlgara.
El seu fill Aleksandr Vladigerov i els seus néts Pancho Vladigerov jr., Alexander Vladigeroff, i Konstantin Vladigeroff són també músics reconeguts.
La Fundació El Llegat Intel·lectual de Pancho Vladigerov va ser fundada a la tardor de 2006 per Pancho Vladigerov Jr. El seu principal objectiu és preservar, protegir i popularitzar el patrimoni tangible i intangible de Pancho Vladigerov.
El nom de Vladigerov també es conserva a:
- Un concurs internacional de música que se celebra cada dos anys des del 1986 a Shumen[15]
- L’Acadèmia Nacional de Música Prof. Pancho Vladigerov de Sofia.[16]
- Pas de Vladigerov a l'Antàrtida